# بات كيلي (لاعب كرة قاعدة)
بات كيلي (بالإنجليزية: Pat Kelly)‏ هو لاعب كرة قاعدة أمريكي، ولد في 30 يوليو 1944 في فيلادلفيا في الولايات المتحدة، وتوفي في 2 أكتوبر 2005 في بالتيمور في الولايات المتحدة بسبب نوبة قلبية.

## وصلات خارجية
- باتريك كيلي على موقع دوري كرة القاعدة الرئيسي (الإنجليزية)
- باتريك كيلي على موقعبيزبول رفرنس.كوم (الدوري الرئيسي) (الإنجليزية)
- باتريك كيلي على موقعبيزبول رفرنس.كوم (الدوري الثانوي) (الإنجليزية)
- باتريك كيلي على موقع جمعية أبحاث البيسبول الأمريكية (الإنجليزية)
- باتريك كيلي على موقع مشجعي الرسوم البيانية (الإنجليزية)